# مسیح و آرش
مسیح و آرش عدل‌پرور یک گروه موسیقی ایرانی در سبک آر اند بی و رپ فارسی و پاپ هستند. مسیح فعالیت خود را به همراه برادرش آرش از ۱۴ سالگی با ترانه‌سرایی و آهنگسازی آغاز کرد، فعالیت آنها از سال ۱۳۸۳ شروع شد و از سال ۱۳۹۳ سعی کردند تا مجوز بگیرند، آنها از مهر ۱۳۹۵ فعالیت رسمی خود را با دریافت مجوز اجرای موسیقی زنده در ایران آغاز کردند. می توان گفت که مسیح و آرش جزو اولین آرتیست های ژانر های آر اند بی و رپ فارسی بودند که در ایران توانستند مجوز دریافت کنند. حوزهٔ فعالیت آرش و مسیح به چندین سال پیش و پیش از گرفتن مجوز رسمی بر می‌گردد که به دلیل نداشتن مجوز ترانه‌های بسیاری را به صورت رایگان منتشر می‌کردند. که از این ترانه‌ها می‌توان به هنوز همونم و بیا بازم اشاره کرد. مسیح و آرش فعالیت‌های زیادی با خوانندگان و آهنگسازانی مثل امیر تتلو و یاس و پرواز همای و خوانندگان و آهنگسازان دیگری داشتند. اولین کنسرت رسمی آرش و مسیح ۱۷ اسفند ۱۳۹۶ در تالار وزارت کشور در تهران برگزار شد. از جمله قطعات این گروه می‌توان به «گل‌ها رو آب می‌دم»، «گلی»، «به همه بگو»، «دریا»، «زدی پر»، «تو که نیستی پیشم»، «شاخه نبات»، «من معذرت می‌خوام»، «ماه عسل» و «عمو زنجیر باف» اشاره کرد.

## آلبوم‌ها
- پازل (۱۳۸۶)
- دوستت دارم روانی (۱۳۸۷)
- دریا (۱۳۹۷)
- هر روز هر شب (۱۳۹۹)
- سنگ کاغذ قیچی «مسیح» (۱۴۰۲)

| شماره | نام قطعه               | ترانه‌سرا      | آهنگساز       | تنظیم         | میکس و مستر   | مدت زمان |
| ----- | ---------------------- | ------------- | ------------- | ------------- | ------------- | -------- |
| ۱     | بی انصاف               | مسیح و آرش AP | مسیح و آرش AP | مسیح و آرش AP | مسیح و آرش AP | ۵:۲۵     |
| ۲     | how could you          | مسیح و آرش AP | مسیح و آرش AP | مسیح و آرش AP | مسیح و آرش AP | ۴:۱۰     |
| ۳     | مسیح                   | مسیح و آرش AP | مسیح و آرش AP | مسیح و آرش AP | مسیح و آرش AP | ۴:۴۳     |
| ۴     | داشتی می‌رفتی نشنیدی    | مسیح و آرش AP | مسیح و آرش AP | مسیح و آرش AP | مسیح و آرش AP | ۳:۳۶     |
| ۵     | نسل مست (به همراه یاس) | مسیح و آرش AP | مسیح و آرش AP | مسیح و آرش AP | مسیح و آرش AP | ۳:۳۹     |
| ۶     | آخ                     | مسیح و آرش AP | مسیح و آرش AP | مسیح و آرش AP | مسیح و آرش AP | ۳:۱۳     |
| ۷     | لوس                    | مسیح و آرش AP | مسیح و آرش AP | مسیح و آرش AP | مسیح و آرش AP | ۳:۱۸     |
| ۸     | only U                 | مسیح و آرش AP | مسیح و آرش AP | مسیح و آرش AP | مسیح و آرش AP | ۳:۴۲     |
| ۹     | oh my love             | مسیح و آرش AP | مسیح و آرش AP | مسیح و آرش AP | مسیح و آرش AP | ۴:۲۲     |
| ۱۰    | you're not alone       | مسیح و آرش AP | مسیح و آرش AP | مسیح و آرش AP | مسیح و آرش AP | ۳:۲۶     |
| ۱۱    | نمی تونم               | مسیح و آرش AP | مسیح و آرش AP | مسیح و آرش AP | مسیح و آرش AP | ۳:۵۵     |
| ۱۲    | My Love Was You        | مسیح و آرش AP | مسیح و آرش AP | مسیح و آرش AP | مسیح و آرش AP | ۳:۴۴     |

| شماره | نام قطعه         | ترانه‌سرا      | آهنگساز       | تنظیم         | میکس و مستر   | مدت زمان |
| ----- | ---------------- | ------------- | ------------- | ------------- | ------------- | -------- |
| ۱     | فریبا            | مسیح و آرش AP | مسیح و آرش AP | مسیح و آرش AP | مسیح و آرش AP | ۳:۴۰     |
| ۲     | روز اول          | مسیح و آرش AP | مسیح و آرش AP | مسیح و آرش AP | مسیح و آرش AP | ۵:۲۷     |
| ۳     | دوستت دارم روانی | مسیح و آرش AP | مسیح و آرش AP | مسیح و آرش AP | مسیح و آرش AP | ۲:۲۶     |
| ۴     | ای دوست          | مسیح و آرش AP | مسیح و آرش AP | مسیح و آرش AP | مسیح و آرش AP | ۳:۲۴     |
| ۵     | عیبی نداره       | مسیح و آرش AP | مسیح و آرش AP | مسیح و آرش AP | مسیح و آرش AP | ۳:۳۲     |
| ۶     | کجاست            | مسیح و آرش AP | مسیح و آرش AP | مسیح و آرش AP | مسیح و آرش AP | ۴:۲۸     |
| ۷     | تو فهمیدی        | مسیح و آرش AP | مسیح و آرش AP | مسیح و آرش AP | مسیح و آرش AP | ۳:۲۵     |
| ۸     | بیا پیشم         | مسیح و آرش AP | مسیح و آرش AP | مسیح و آرش AP | مسیح و آرش AP | ۶:۳۱     |

| شماره | نام قطعه     | ترانه‌سرا       | آهنگساز        | تنظیم       | میکس و مستر | مدت زمان |
| ----- | ------------ | -------------- | -------------- | ----------- | ----------- | -------- |
| ۱     | نمیرم        | مسیح و آرش     | مسیح و آرش     | مسعود جهانی | مسعود جهانی | ۳:۰۳     |
| ۲     | دریا         | مسیح و آرش     | مسیح و آرش     | مسعود جهانی | مسعود جهانی | ۳:۰۷     |
| ۳     | نگرانم       | مسیح و آرش     | مسیح و آرش     | مسعود جهانی | مسعود جهانی | ۳:۱۱     |
| ۴     | منتظر نباش   | آصف آریا       | آصف آریا       | مسعود جهانی | مسعود جهانی | ۳:۳۳     |
| ۵     | صد ریشتری    | منصور فرهادیان | منصور فرهادیان | مسعود جهانی | مسعود جهانی | ۲:۲۴     |
| ۶     | آروم قدم بزن | مسیح و آرش     | مسیح و آرش     | مسعود جهانی | مسعود جهانی | ۳:۰۵     |
| ۷     | بد به دل     | مسیح و آرش     | مسیح و آرش     | مسعود جهانی | مسعود جهانی | ۲:۵۵     |

| شماره | نام قطعه       | ترانه‌سرا                | آهنگساز                 | تنظیم          | میکس و مستر | مدت زمان |
| ----- | -------------- | ----------------------- | ----------------------- | -------------- | ----------- | -------- |
| ۱     | شاه بیت        | مسیح و آرش              | مسیح و آرش              | مسعود جهانی    | مهدی آذر    | ۳:۱۸     |
| ۲     | اصلا           | مسیح و آرش              | مسیح و آرش              | اشکان محمدیان  | مهدی آذر    | ۲:۴۱     |
| ۳     | تمومه این شهر  | مسیح و آرش و شاهین شیخی | مسیح و آرش و شاهین شیخی | مسعود جهانی    | مهدی آذر    | ۳:۱۱     |
| ۴     | چتر            | مسیح و آرش              | مسیح و آرش              | مسعود جهانی    | مهدی آذر    | ۲:۱۷     |
| ۵     | حال عجیب       | مسیح و آرش              | مسیح و آرش              | مسعود جهانی    | مهدی آذر    | ۲:۳۷     |
| ۶     | مجسمه          | مسیح و آرش              | مسیح و آرش              | وحید فرج زاد   | مهدی آذر    | ۲:۲۴     |
| ۷     | یا بیا یا میام | مسیح و آرش              | مسیح و آرش              | حسن بابامحمودی | مهدی آذر    | ۲:۴۲     |
| ۸     | هر روز هر شب   | مسیح و آرش              | مسیح و آرش              | -              | مهدی آذر    | ۳:۰۸     |
| ۹     | زنگ صدات       | مسیح و آرش              | مسیح و آرش              | اشکان آبرون    | مهدی آذر    | ۲:۳۴     |

| شماره | نام قطعه          | ترانه‌سرا                           | آهنگساز                            | تنظیم               | میکس و مستر | مدت زمان |
| ----- | ----------------- | ---------------------------------- | ---------------------------------- | ------------------- | ----------- | -------- |
| ۱     | سنگ کاغذ قیچی     | علیرضا فروغ                        | علیرضا فروغ                        | موموریزا            | آرش پاکزاد  | ۳:۱۸     |
| ۲     | از یه جایی به بعد | اردلان ، داوین ، کی سان و امین فرد | اردلان ، داوین ، کی سان و امین فرد | جیسون               | جیسون       | ۲:۱۷     |
| ۳     | هیچ‌کس نرسید       | علیرضا فروغ                        | علیرضا فروغ                        | جیسون و علیرضا فروغ | جیسون       | ۳:۵۴     |
| ۴     | رُز «آلترناتیو»    | طاها یوسفی                         | طاها یوسفی                         | جیسون               | جیسون       | ۲:۵۳     |

## تک‌آهنگ‌ها
- منه
- آخر شب
- من عوض شدم
- تو کی بودی
- تنهام گذاشت به همراه امیر تتلو
- هنوز همونم
- ریز پیچید
- نسل ماست به همراه یاس
- تازه شد
- می‌رم و
- Someone به همراه غزل
- My Love Was You
- خودتو برسون
- یادمه
- Summer (تابستون)
- نه نمی‌خوای آدم شی
- گل‌ها رو آب می‌دم
- آخرین آهنگ
- دیگه دیوونه‌ام
- بیا بازم
- به همه بگو
- دیوونه‌وار

- دیوونه کن[۲۵]

- توبه کردم
- باز برگرد
- تو که نیستی پیشم
- غوغا می‌کنم
- چه قشنگ
- آروم دل
- فیریکی
- بعد از تو
- زدی پر

- گلی[۲۶] به همراه رضا بهرام
- خالی بود دستم
- ماه عسل[۲۷] (تیتراژ برنامه ماه عسل)[۲۸]
- خواب خوب

- نرو[۲۹]

- نالوطی (تیتراژ سریال ممنوعه)
- A Love and A Half (یک عشق و نصفی)
- نمیرم
- دریا
- نگرانم
- منتظر نباش
- صد ریشتری
- آروم قدم بزن
- بد به دل
- مُرد
- دمت گرم
- لیلا
- Got My Heart (قلبمو گرفت)
- دست به یکی
- بوی شمال به همراه پرواز همای
- فازت عجیبه
- ترک
- من معذرت میخوام
- عمو زنجیر باف
- مامان
- سلام عزیزم (برای فیلم حکم تجدیدنظر)
- شاخه نبات
- مشتی
- هوای سرد
- رز
- مچاله
- کلبه
- نمی‌شد راحت
- تو مرامم نیست
- صد
- معطلتم
- جاده (تیتراژ سریال پدر گواردیولا)
- جون
- رنگ خدا
- آخر بهار
- خاطره دارم ازت
- طوفان
- بارونمون نشه
- ایمان

- سفر

- My Love

- یاچی

## کتاب صوتی

### مجموعه ما عوض بشو نیستیم[۳۰]
| سال  | عنوان                  | نویسنده          | گوینده       |
| ---- | ---------------------- | ---------------- | ------------ |
| ۱۴۰۰ | ما عوض بشو نیستیم      | سامانتا اربی     | آرش عدلپرور  |
| ۱۴۰۰ | دور دنیا در هشتاد روز  | ژول ورن          | مسیح عدلپرور |
| ۱۴۰۰ | مادر ترزا              | وایت نورث        | آرش عدلپرور  |
| ۱۴۰۰ | چکیده پنجاه جمله طلایی | کارل گوستاو یونگ | مسیح عدلپرور |
| ۱۴۰۰ | نفس‌های بی رمق          | دیوید اکان       | آرش عدلپرور  |

## فیلم‌شناسی

### مجموعه نمایش خانگی
| سال  | عنوان         | نقش    | بازیگر      |
| ---- | ------------- | ------ | ----------- |
| ۱۴۰۱ | پدر گواردیولا | مازیار | آرش عدلپرور |

### فیلم
| سال  | عنوان        | نقش | بازیگر      |
| ---- | ------------ | --- | ----------- |
| ۱۴۰۰ | حکم تجدیدنظر | آرش | آرش عدلپرور |